# Speak of the Devil
Speak of the Devil —en español: Hablando del diablo— es un álbum en vivo del cantante británico Ozzy Osbourne, lanzado al mercado el 30 de noviembre de 1982.
En el Reino Unido el álbum lleva el nombre de Talk of the Devil. Este directo, que contiene solamente versiones de Black Sabbath, fue grabado en The Ritz, en la ciudad de Nueva York, el 26 y 27 de septiembre de 1982, con el guitarrista Brad Gillis, quien reemplazó al fallecido Randy Rhoads. Ozzy Osbourne declaró recientemente que este disco fue lanzado únicamente por presiones de la disquera.
La canción "Sweet Leaf" fue omitida en las primeras versiones del CD. Sin embargo, fue incluida en la remasterización del mismo en 1995. En abril de 2002, el disco fue descontinuado del catálogo de Ozzy en los Estados Unidos, aunque aún se encuentra disponible en otros lugares.
Existe un vídeo bajo el mismo nombre, pero con distinto contenido. En dicho vídeo, Ozzy entrega versiones de canciones suyas, incluyendo algunas versiones de canciones de Black Sabbath. La alineación continúa siendo la misma, Ozzy Osbourne, Brad Gillis, Rudy Sarzo, Tommy Aldridge y Don Airey. En el vídeo se puede ver a un miembro del equipo de carretera de la banda que sufre de enanismo llevando bebidas a Osbourne durante su presentación. Ozzy lo llama públicamente Ronnie, una burla indirecta a Ronnie James Dio, cantante que había reemplazado a Osbourne recientemente en las filas de Black Sabbath.

## Lista de canciones
1. "Symptom of the Universe" – 5:41
2. "Snowblind" – 4:56
3. "Black Sabbath" – 6:04
4. "Fairies Wear Boots" – 6:33
5. "War Pigs" – 8:35
6. "The Wizard" – 4:43
7. "N.I.B." – 5:35
8. "Sweet Leaf" – 5:55
9. "Never Say Die" – 4:18
10. "Sabbath Bloody Sabbath" – 5:34
11. "Iron Man"/"Children of the Grave" – 9:12
12. "Paranoid" – 3:10

## Personal
- Ozzy Osbourne - voces
- Brad Gillis - guitarra
- Rudy Sarzo - bajo
- Tommy Aldridge - batería